# Поткрайці
Поткра́йці (чорн. Поткрайци/Potkrajci) — містечко в громаді Бієло Поле в Чорногорії. За переписом 2003 року мешкало 1915 жителів (за переписом 1991 року — 1854 мешканці).

## Демографія
У містечку Поткрайці проживає 1296 дорослих осіб, середній вік населення становить 30,9 років (30,7 — чоловіків та 31,1 — жінок). У селі знаходиться 453 домогосподарства, середня кількість осіб в домогосподарстві — 4,23 особи. Населення в цьому населеному пункті дуже неоднорідне, і в останніх трьох переписах спостерігалося збільшення кількості жителів.
| Серби  | Боснійці | Чорногорці | Мусульмани |
| ------ | -------- | ---------- | ---------- |
| 34,98% | 34,46%   | 13,83%     | 13,78%     |